# Befandriana Sud
Befandriana Sud est une commune urbaine malgache située dans la partie nord-ouest de la région d'Atsimo-Andrefana.